# Веприк (приток Удая)
Веприк (укр. Веприк) — правый приток реки Удай, протекающий по Прилукскому району Черниговской области Украины.

## География
Длина — 10 км. Площадь водосборного бассейна — 75 км².
Русло в верховье пересыхает, в среднем и нижнем течении русло выпрямлено в канал (канализировано). На реке нет прудов.
Река берёт начало на заболоченном массиве восточнее села Веприк. Река течёт на юго-восток. Впадает в реку Удай южнее села Монастырище.
Пойма заболоченная.
Нет крупных притоков.
Населённые пункты: нет.